# فئات الدم

فئة الدم تحدد ،جزئيا، بمستضدات فئة الدم ABO الموجودة في خلايا الدم الحمراء.

فئات الدم أو الزمر الدموية أو الفصائل الدموية أو  مجاميع الدم (بالإنجليزية: Blood Group)‏ عند الإنسان مختلفة بالنسبة لكل فرد. فلكل إنسان محدد من الدم ينتمي إلى إحدى المجموعات الأربعة التالية:
- A
- B
- AB
- O

تختلف كل مجموعة منها عن المجموعة الأخرى لوجود مواد معينة في كريات الدم والمصل، فإذا أختلطت مجموعتان غير متوافقتين تماما يحدث تلازن قد تكون له نتائج خطيرة.
لتجنب ذلك يجب عند نقل الدم مع مراعاة أن يكون دم المعطي (المتبرع) متوافقا تماما مع دم الآخذ (المستلم).
يمكن أن يكون دم المعطي من المجموعة (O) حيث أنها لا تحتوي على أضداد، ويعرف بالمانح العام
يجب أن يؤخذ بنظر الأعتبار عامل RH، وهناك نوعين سلبي RH -ve وإيجابيRH +ve.
إن اختلاف فئات الدم بين الأزواج قد يُؤدي أحياناً إلى هلاك الجنين وذلك عندما يكون الزوج (RH إيجابي) والزوجة (RH سلبي). في الحمل الأول إذا كان الجنين (RH إيجابي) يقوم جسم الأم بتكوين أضداد لعامل RH بسبب اختلاط دم الجنين مع دم الأم في المشيمة. مع تكرار الحمل بجنين RH +ve تزداد نسبة الأضداد في دم الأم مما يؤدي إلى انتقال هذه الأضداد عبر المشيمة إلى الجنين، وبالتالي تلازنها مع دمه وهلاكه في الأسابيع الأولى من الحمل. يتم التخلص من هذه المشكلة بإعطاء الأم حقنة تحوي على أجسام مضادة للأضداد لعامل الريزوس.
فئة الدم O Rh السلبي (Type O Rh -ve) من فئات الدم المألوفة بين الغربيين، بينما في الصين يحتل عدد حامليها واحداً من 300-400 فرد.

## أنظمة الزمرة الدموية
تصف زمرة الدم الكاملة جميع المجموعات الدموية التي يبلغ عددها 45 مجموعة، ويمكن النظر إلى زمرة الدم باعتبارها واحدة من التركيبات المحتملة العديدة لمستضدات مجموعات الدم المختلفة. يمتلك الفرد بشكل دائم تقريبًا زمرة دم واحدة طوال حياته، إلا أنها قابلة للتغير في بعض الحالات النادرة نتيجة إضافة مستضد معين أو كبحه بعد الإصابة بعدوى، أو خباثة أو مرض مناعي ذاتي. تُعد زراعة نخاع العظم بدورها من أهم أسباب تغير زمرة الدم وأكثرها شيوعًا. تشمل عمليات زراعة نخاع العظم العديد من حالات ابيضاض الدم واللمفوما، من بين أمراض أخرى. عند تلقي المريض نخاع العظم العائد إلى متبرع من زمرة «إيه بي أو» مختلفة (على سبيل المثال، يتلقى المريض من الزمرة «أو» نخاع العظم من المتبرع صاحب الزمرة «إيه»)، قد تتحول الزمرة الدموية للمريض لتتطابق في النهاية مع زمرة دم المتبرع، نظرًا إلى تلف الخلايا الجذعية المكونة للدم (إتش إس سي إس) لدى المريض، إما عن طريق إزالة نخاع العظم أو بسبب الخلايا التائية للمتبرع. بمجرد موت جميع خلايا الدم الحمراء الأصلية لدى المريض، تحل محلها الخلايا الجديدة المشتقة من الخلايا الجذعية المكونة للدم المأخوذة من المتبرع بشكل كامل. في حال امتلاك المتبرع زمرة «إيه بي أو» مختلفة، تكون المستضدات السطحية للخلايا الجديدة عندئذ مختلفة عن تلك الموجودة على سطح خلايا الدم الحمراء الأصلية للمريض.
يوجد رابط بين بعض الزمر الدموية واحتمال وراثة أمراض معينة: على سبيل المثال، يرتبط مستضد كيل أحيانًا بمتلازمة ماكليود. من الممكن لبعض الزمر الدموية التأثير على قابلية الإصابة بالعدوى، تشمل الأمثلة على ذلك امتلاك بعض الأفراد ممن يفتقرون إلى مستضد دافي القدرة على مقاومة أنواع معينة من الملاريا. يُعد مستضد دافي، نتيجة للاصطفاء الطبيعي كما يُفترض، أقل شيوعًا بين الأفراد القاطنين في المناطق ذات المعدلات العالية لوقوع الملاريا.

### نظام الزمر الدموية «إيه بي أو»
ينطوي نظام الزمر الدموية «إيه بي أو» على نوعين من المستضدات والأجسام المضادة الموجودة في دم الإنسان. يشمل نوعا المستضدات أو المستضدات كلًا من المستضد «إيه» والمستضد «بي». يشمل نوعا الأجسام المضادة كلًا من الجسم المضاد «إيه» والجسم المضاد «بي». تتوضع المستضدات على خلايا الدم الحمراء بينما تقع الأجسام المضادة في مصل الدم.
بالنسبة إلى خاصية المستضد التي تميز الدم، يمكن تصنيف جميع البشر في أربع زمر، أولئك الذين يمتلكون المستضد «إيه» (الزمرة A «إيه»)، وأولئك الذيم يمتلكون المستضد «بي» (الزمرة B «بي»)، وأولئك الذيم يمتلكون مولدي الضد «إيه» و«بي» (الزمرة AB «إيه بي») وأولئك الذين لا يمتلكون أيًا منهما (الزمرة O «أو»). تتوزع الأجسام المضادة التي تترافق مع المستضدات على النحو التالي:
1. المستضد «إيه» مع الجسم المضاد «بي»
2. المستضد «بي» مع الجسم المضاد «إيه»
3. المستضد «إيه بي» دون أي أجسام مضادة
4. المستضد صفر (الزمرة O «أو») مع الجسمين المضادين «إيه» و«بي».

يحدث تفاعل التراص بين كل مستضد وجسم مضاد متماثلين (على سبيل المثال، يتراص المستضد «إيه» مع الجسم المضاد «إيه» بينما يتراص المستضد «بي» مع الجسم المضاد «بي». يصبح نقل الدم بالتالي آمنًا عند خلو مصل الدم لدى المتلقي من الأجسام المضادة لمستضدات خلايا الدم الخاصة بالمتبرع.
يمكن اعتبار نظام الزمر الدموية «إيه بي أو» النظام الأكثر أهمية في عمليات نقل الدم لدى الإنسان. تمثل أجسام الغلوبولين المناعي «إم» المضادة، الذي يُشار إليه اختصارًا باسم IgM «آي جي إم» عادة الأجسام المضادة لكل من «إيه» و«بي». تشير الافتراضات إلى حدوث عملية إنتاج أجسام الغلوبولين المناعي «إم» المضادة لمستضدات «إيه بي أو» في السنوات الأولى من الحياة عن طريق التحسس للمواد البيئية مثل الطعام، والبكتيريا والفيروسات، على الرغم من تطبيق قاعدة توافق زمر الدم على حديثي الولادة والرضع أيضًا كنوع من الممارسة الروتينية. استخدم كارل لاندشتاينر مصلحات التصنيف الأصلية «إيه / بي / سي» لأول مرة في عام 1901؛ لتتحول الزمرة «سي» إلى «أو» في المنشورات اللاحقة. غالبًا ما يُطلق على الزمرة «أو» اسم 0 (صفر) في لغات أخرى.

### نظام الزمر الدموية «آر إتش»
يحتل نظام الزمر الدموية «آر إتش» (الريزوس) المرتبة الثانية في الأهمية بالنسبة إلى عمليات نقل الدم لدى الإنسان ويشمل حاليًا ما يصل إلى 50 مستضد. يمكن اعتبار المستضد «دي» الأكثر أهمية بين مستضدات الريزوس، إذ يمتلك أكبر احتمالية لإثارة استجابة الجهاز المناعي ضد مستضدات الريزوس الخمسة الرئيسية. من الشائع بالنسبة إلى الأفراد سلبيي المستضد «دي» عدم امتلاك أجسام الغلوبولين المناعي «إم» أو «جي» المضادة المستضد «دي»، إذ لا تحدث عادة عملية إنتاج هذه الأجسام المضادة للمستضد «دي» عن طريق التحسس ضد المواد البيئية. مع ذلك، يمكن للأفراد سلبيي المستضد «دي» إنتاج أجسام الغلوبولين المناعي «جي» المضادة بعد حدث تحسسي: انتقال الدم من الجنين إلى الأم في بعض حالات الحمل أو عمليات نقل الدم الحاوي على خلايا الدم الحمراء إيجابية «دي». تُعد زمر الدن سلبية الريزوس أقل شيوعًا بين الآسيويين (0.3%) مقارنة بالأوروبيين (15%).
تُستخدم العلامة + أو – للإشارة إلى وجود مستضد الريزوس «دي» أو غيابه، على سبيل المثال، لا تمتلك الزمرة A- ضمن نظام الزمر الدموية «إيه بي أو» مستضد الريزوس «دي».

## نقل الدم
طب نقل الدم هو فرع متخصص من أمراض الدم المعنية بدراسة فصائل الدم، جنباً إلى جنب مع عمل بنك الدم لتوفير خدمة نقل للدم وغيرها من منتجات الدم. في جميع أنحاء العالم، يجب أن توصف منتجات الدم من قبل الطبيب (طبيب مرخص أو جراح) بطريقة مشابهة للأدوية .
الكثير من العمل الروتيني لبنك الدم يقوم على فحص الدم من كل من المانحين والمستفيدين لضمان أن كل مستلم على حدة يعطى الدم الذي يكون متوافق وآمن قدر الإمكان مع فئة الدم التي يحملها. إذا كانت وحدات الدم المنقولة غير متوافقة بين الجهات المانحة والمتلقية، يحدث رد فعل انحلالي حاد يسبب انحلال الدم (تدمير كريات الدم الحمراء)، ومن المرجح أن يحدث فشل كلوي، والموت هو الاحتمال الأكبر. كما أنه ويمكن أن تكون الأجسام المضادة نشطة للغاية ومن المحتمل أن تهاجم هذه الاجسام المضادة كريات الدم الحمراء ومكونات ربط النظام ليسبب ذلك انحلال كمية هائلة من الدم المنقول.
ينبغي أن يتلقى المرضى مثالي دمائهم أو نوع محدد من منتجات الدم لتقليل فرصة حدوث تفاعلات نقل الدم. ويمكن تخفيض المخاطر من خلال مزيد من عمليات مطابقة أنواع الدم، ولكن قد يتم تخطي هذا عندما يكون الدم مطلوبا لمواجهة أي طارئ. تقوم هذه المطابقة على خلط عينة من مصل المستلم مع عينة من خلايا الدم الحمراء للمتبرع وفحص إذا كان الخليط متراصاً، أو على أشكال كتل. إذا كان التراص ليس واضحًا من خلال الرؤية المباشرة يتم التحقق منه عبر المجهر وعادة ما يستخدم فنيين بنك الدم المجهر للكشف عن تراص الدم . ففي حالة حدوث تراص، لا يمكن نقل الدم من الجهة المانحة إلى الجهة المستقبلة . لذلك فمن الأهمية أن يتم تحديد جميع عينات الدم بشكل صحيح في بنك الدم، لذلك تم توحيد وضع العلامات باستخدام نظام الباركود المعروفة باسم ISBT 128.
كما انه قد يتم تضمين فئة الدم على بطاقات الهوية أو على الوشم التي يرتديها أفراد الجيش، في حال الحاجة إلى نقل الدم في حالات الطوارئ. كان خط المواجهة الألمانية Waffen-SS يحمل وشم فصيلة الدم خلال الحرب العالمية الثانية.

## التصنيف
| المتلقي | المتبرع | المتبرع | المتبرع | المتبرع | المتبرع | المتبرع | المتبرع | المتبرع |
| المتلقي | O−      | O+      | A−      | A+      | B−      | B+      | AB−     | AB+     |
| ------- | ------- | ------- | ------- | ------- | ------- | ------- | ------- | ------- |
| O−      |         |         |         |         |         |         |         |         |
| O+      |         |         |         |         |         |         |         |         |
| A−      |         |         |         |         |         |         |         |         |
| A+      |         |         |         |         |         |         |         |         |
| B−      |         |         |         |         |         |         |         |         |
| B+      |         |         |         |         |         |         |         |         |
| AB−     |         |         |         |         |         |         |         |         |
| AB+     |         |         |         |         |         |         |         |         |

## المجتمع والثقافة
انظر العنصرية العلمية.